# 마리아 메노노스
마리아 메노노스(Maria Menounos, 1978년 6월 8일 ~ )는 미국의 연예 리포터, 텔레비전 방송인, 배우, 프로레슬러, 사업가다. 《투데이》, 《액세스 할리우드》 등에서 기자로 활동하였다. 또한, 《유로비전 송 콘테스트 2006》을 진행하였다.

## 생애
메노노스는 그리스계 부모님 코스타스(Costas)와 릿사 메노노스(Litsa Menounos) 사이에서 1978년 6월 8일 메드퍼드에서 태어났다. 메노노스는 피터(Peter)라는 남동생이 있으며, 그리스어를 유창하게 구사 할 수 있다. 13살부터 19살까지는 던킨도너츠의 종업원으로 일하였다. 메드퍼드 고등학교를 나왔다. 메노노스는 여러 미인 대회를 출전했으며, 1996년에는 미스 매사추세츠 틴 USA에서 우승하였다.